# Otto Hitzfeld
Otto Maximilian Hitzfeld (Schluchsee, 7 maggio 1898 – Dossenheim, 6 dicembre 1990) è stato un generale tedesco durante la seconda guerra mondiale.

## Biografia

### Prima guerra mondiale
Otto-Maximilian Hitzfeld nacque a Schluchsee il 7 maggio 1898, era il figlio del maestro Georg Hitzfeld e di sua moglie Josefine Zäts. Dopo aver conseguito la maturità il 18 gennaio 1915, entrò come volontario nel 7. Badischen Infanterie-Regiments Nr. 142. Nel luglio dello stesso anno fu trasferito al fronte, sempre sotto lo stesso reggimento. Il 18 febbraio 1916 fu promosso tenente, nel 1917 gli fu conferita la Croce di Cavaliere di II classe con spade dell'Ordine del Leone di Zähringen e durante il corso della prima guerra mondiale gli furono conferite entrambe le Croci di Ferro.

### Periodo Interbellico
Dopo la guerra fu arruolato nell'esercito provvisorio e nella primavera del 1920 nell'esercito di transizione, nel Reichswehr-Schützen-Regiment 113. Quando fu formato il Reichswehr, fu integrato nel 14. (Badisches) Infanterie-Regiment, dove dall'autunno 1923 fu impiegato come aiutante nel 1° battaglione a Meiningen. Il 1º marzo 1924 sposò Hildegard Axthelm, che aveva quasi tre anni meno di lui ed era l'unica figlia del capo forestale Axthelm, tuttavia sua moglie morì la mattina del 30 novembre 1924, poco dopo la nascita del figlio Klaus Hitzfeld a Meiningen; anche suo figlio Klaus Hitzfeld morì a Meiningen il 2 dicembre 1924. Alla fine del 1928 fu nominato ufficiale dei servizi segreti nel III battaglione e nella primavera del 1929 fu schierato con la 13° compagnia (lanciamine), sempre nello stesso reggimento. Nella primavera del 1930 fu spostato nello stato maggiore del reggimento ed il 31 maggio sposò a Costanza Adelheid Lucie Marie Schastock, figlia del defunto proprietario terriero Robert Völker. Nell'autunno del 1931 fu trasferito alla Scuola di fanteria di Dresda ed il 1° aprile 1932 fu promosso capitano; lo stesso giorno fu trasferito allo squadrone di addestramento del 3. (Preuß.) Reiter-Regiment (prussiano); nella primavera del 1933 fu rimandato alla Scuola di fanteria di Dresda. Quando la Reichswehr si espanse nella Wehrmacht, il 1° ottobre 1934 fu nominato capo della 4° compagnia del Infanterie-Regiment Tübingen e poi dell'Infanterie-Regiment 35. Il 1° aprile 1936 fu promosso maggiore ed all'inizio del 1937 ritornò di nuovo alla scuola di fanteria di Dresda, dove lavorò come insegnante di tattica e storia militare fino al 1938, diventando aiutante del comandante della scuola.

### Seconda guerra mondiale
Il 1° agosto 1939 fu promosso Oberstleutnant e a fine anno fu nominato comandante del III battaglione dell'Infanterie-Regiment 158, con il quale prese parte alla campagna di Francia. Il 15 novembre 1940 fu nominato comandante dell'Infanterie-Regiment 593 e nel luglio 1941 dell'Infanterie-Regiment 213. Nell'agosto 1941 gli erano stati assegnate entrambe le fibbie della Croce di Ferro. Con il suo reggimento giocò un ruolo chiave nello sfondamento dell'istmo di Periskop e nei successivi combattimenti in Crimea e per questo gli fu conferita la Croce di Cavaliere della Croce di Ferro, il 30 ottobre 1941. Il 1º gennaio 1942 fu promosso colonnello e venne insignito della Croce di Cavaliere delle foglie di quercia il 17 gennaio 1942. Il 15 agosto 1942 fu ferito a Krasnodar e gli fu poi conferito il distitivo per feriti in oro. Dopo la sua guarigione, il 19 gennaio 1943 gli fu affidato il comando della 102. Infanterie-Division ed il 1º aprile 1943 fu promosso a generalmajor. All'inizio di novembre 1943 fu promosso Generalleutnant, tuttavia dovette rinunciare alla guida della divisione, diventando comandante della scuola di fanteria di Döberitz. Lasciò il comando della scuola il 1º novembre 1944 ed il 1° dicembre gli venne affidata la guida dell'LXVII. Armeekorps, che guidò durante l'offensiva delle Ardenne. Il 1° marzo 1945 fu promosso General der Infanterie. Nell'aprile 1945 fu nominato brevemente comandante dell'11. Armee e fece dichiarare "città libera" Gottinga, sovraffollata di profughi. Il 19 aprile 1945 fu fatto prigioniero dagli americani, dai quali venne liberato il 12 maggio 1947. Solo dopo la sua prigionia apprese che il 9 maggio 1945 gli era stata assegnata la Croce di Cavaliere con foglie di quercia e spade. Sua moglie viveva come caposala presso un ospedale generale ad Amburgo. Successivamente visse a Heidelberg ed in seguito sposò Eley Tonia Saurer, che aveva sedici anni e mezzo meno di lui.